# 地面の中で育つ種のたとえ

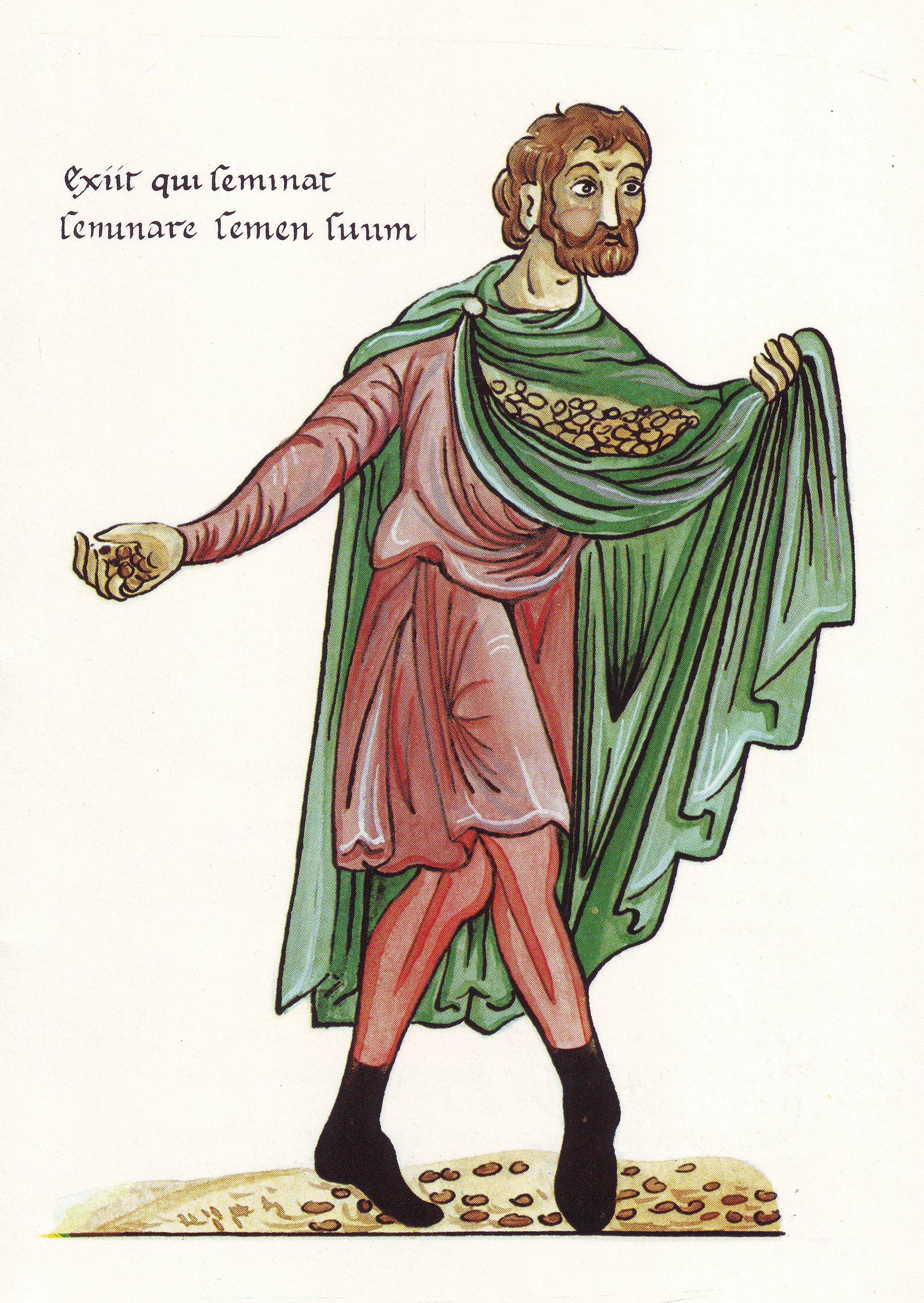
Hortus deliciarum
アルザスのホーエンブルク修道院の修道女ヘラト・フォン・ランズベルクが編纂した『絵入り百科事典』に描かれた種まき人（12世紀）。

地面の中で育つ種のたとえ（じめんのなかでそだつたねのたとえ）、または、成長する種のたとえ（せいちょうするたねのたとえ）は、マルコの福音書に収められている神の国に関するイエス・キリストが語ったたとえ話の一つである。それは、種を地面に投げたが、収穫が来るまでそれがどのようにして緑色から熟した実りに成長するのか気づかなかった人のことについて語られている。

## 聖書本文
また、イエスは言われた、「神の国は、次のようなものである。人が土に種を捲（ま）いて、

夜昼、寝起きしているうちに、種は芽を出して成長するが、どうしてそうなるのか、その人は知らない。
土はひとりでに実を結ばせるのであり、まず茎、次に穂、そしてその穂には豊かな実ができる。

実が熟すと、早速、鎌を入れる。収穫の時が来たからである」。—マルコによる福音書（新共同訳 4:26～29）

## 神学的解釈
このたとえ話は、最も曖昧で理解するのが難しいたとえ話の一つである。一方では、毒麦のたとえ話は、地に投げ込まれた種、つまり人の霊的な実の成長に対して絶えず熱意を持つよう人々に教えているが、他方では、このたとえ話からわかるように、次のとおりである。
天の国は種のようなもので、一度地面に投げ込まれると、いつの間にか自然に成長していく。この成長の内部プロセスは説明できず、とらえどころがない。植物全体が種子からどのように成長するのかは誰も知っていない。同様に、神の恵みの力によって達成される人間の魂の宗教的変容も、とらえどころがなく説明がつかないものである。

### フェオフィラクト
ブルガリアのフェオフィラクトは、このたとえ話を論じながら、その中に与えられたイメージに次の意味を与えている。
- 神の国は、神が私たちを配慮してくれるものである。
- キリストは私たちのために人間となった神である。
- 地面に投げられた種は福音の説教である。
- 人間の睡眠は神の辛抱強さである。
- 「彼は昼も夜も起きています」 - 神は人が眠っていても起きている。神は夜に起き、誘惑を通して私たちを目覚めさせて神の知識を与えます。日中に上昇し、私たちの生活を喜びと慰めで満たします。
- 緑は人間の精神的な幼児期であり、善の始まりである。
- トウモロコシの穂は、すでに膝の部分がつながっていて、まっすぐに立っていて、すでに大きな発達に達しているため、誘惑に抵抗する人の状態である。
- 全粒穀物とは完璧の実です。
- 鎌は神の言葉です。
- 収穫は死の時です。

彼は次のようにも書いている。
私たちは自由であり、この種が成長するか成長しないかは私たちの意志次第であるため、種子はあたかも神が知らないかのように成長します。私たちは嫌々実を結ぶのではなく、自発的に、つまり自分から実を結ぶのです。
このたとえ話については、 B.I. Gladkovによって少し異なる理解が与えられているが、これはフェオフィラクトの解釈を補足するものにすぎない。
種を地に投げる人とは誰のことを指すのでしょうか？ ヴォリンとジトーミルの大司教アントニイ(en)によれば、ここでの種まき人は神ではなく、心にも公生活にも良い種（キリストの教えや敬虔な行い）を植えるキリスト教徒を意味するという。休息中の所有者が種をまいた畑の徐々に成長するのを監視するのではなく、主が目に見えない形で彼の心と公の生活に美徳を確立するのと同じように、彼は自分自身と他の人の恵みに満ちた人生のさらなる成長を監視することはできません。太陽と雨が畑で成長する穀物を育て、その後、突然、労働者にとって予期せぬ形で、労働の恵み豊かな果実が現れ、神の豊かな収穫が与えられます。

### A.P. ロプヒン
同様の考えは、アレクサンドル・P・ロプヒン(ru、en)教授も 新約聖書の解説の中で述べている。
2番目のたとえ話は、土の上にまかれた種が農夫の関与なしに後に成長するという話で、キリストの教えを受け入れた個人の魂の中で神の国が徐々に正しく成熟していくことを明らかに描いています。福音の説教者は人々の魂に信仰の種をまきますが、これらの種がどのようにしてトウモロコシの穂に成長し、やがて収穫されて神の国に集められるのかを正確に理解することはできません。種が土に埋まっている間に農夫が心配することはまったく必要ありません... やがて神の助けにより、種は実を結び、利益をもたらすでしょう - これがたとえ話の主な考え方です... このたとえ話から、使徒たちの説教の言葉が人々の心に染み込んだ瞬間に人々の心との関係で始まった神の働きは、その発展を止めることなく、未知の道をどんどん進んでいき、ついには人の心が神における新しい祝福された人生に向けて成熟するだろうという確信が生まれます。

### B.I. グラドコフ
B.I. グラドコフ(ru) は、たとえ話についての議論を続けながら、義人のみを対象とした、人類と神の王国、つまりキリストによって設立された信者の王国の最後の審判の後に始まるキリストの天国の地上における境界設定に注意を向けている。神の国は、そこに入る人々を天の国に備えさせる。そして、キリストの到来によってそれは始まった。キリストは、農夫が種を地面に投げるように、神の言葉を人々の心に投げ入れた。それは収穫の時が来て、地上に住むすべての人類が一つの信者社会、良い種が蒔かれた一つの畑に団結する時に終わる。同時に、小麦と一緒に毒麦が成長しても、畑の中にユダが存在しても、キリストの小さな群れの団結が損なわれないのと同じように、畑の団結が乱されることはないであろう。そして天国が始まる。さらに、B.I. グラドコフは次のように要約している。
準備された土地に種を蒔いた人は、自分に求められたことをすべて行ったのです。望むなら、蒔いた種の成長を見守り、好ましくない外的影響から守ることもできますが、種に秘められた力により、大地がまず葉を、次に穂を、そして穂の中に実を結びます。 これまで述べてきたことを踏まえると、このたとえ話では種まき人はキリストご自身であり、種はキリストによって地上にもたらされた神の言葉であり、種から生える植物は神の王国であると推測できます。 このたとえ話の主なアイデアは、神の言葉の力が人々を神の王国に結びつけるというものです。 たとえ話の残りの部分は、特別な独立した意味を持たず（たとえば、種がどのように発芽して成長するかはわかりません）、主なアイデアの正しさを視覚的に確認するためだけに与えられているため、解釈する際には考慮する必要はありません。